# Oniticellus planatus
Oniticellus planatus là một loài bọ cánh cứng trong họ Bọ hung (Scarabaeidae).